# Kira Walkenhorst
Pour les articles homonymes, voir Walkenhorst.
Kira Walkenhorst, née le 18 novembre 1990 à Essen (Allemagne), est une joueuse de volley-ball et de beach-volley allemande. Elle joue en partenariat avec Laura Ludwig sur le Circuit professionnel depuis 2013.

## Carrière

### Les débuts
Kira Walkenhorst commence sa carrière professionnelle à l'âge de 20 ans, en 2010. Associée à sa compatriote Jana Köhler, elle remporte dès ses débuts le Tournoi Challenger de Chennai (Inde), puis remporte en 2011 la médaille de bronze aux Championnats d'Europe catégorie moins de 23 ans de Porto (Portugal) avec Chantal Laboureur.
Elle s'associe pour 2012 avec sa compatriote Geeske Banck pour les épreuves du FIVB Beach Volley World Tour, mais devient championne d'Europe U23 avec Chantal Laboureur lors des Championnats d'Europe catégorie moins de 23 ans d'Assen (Pays-Bas) cette même année 2012.

### Le partenariat avec Ludwig
Kira Walkenhorst s'associe avec son expérimentée compatriote Laura Ludwig à partir de la saison 2013. Le duo échoue dès sa première épreuve en finale du Tournoi Satellite d'Antalya (Turquie). Elles terminent cinquièmes lors de leur premier Grand Chelem à Shanghai, puis participent à trois épreuves nationales (Norderney, Hambourg et Münster) où elles récoltent à chaque fois la Médaille de Bronze.
Elles participent aux Championnats du monde de Stare Jabłonki (Pologne) où elles obtiennent une belle cinquième place, puis remportent la Médaille de Bronze aux Championnats d'Europe de Klagenfurt en août 2013 face à leurs compatriotes Katrin Holtwick et Ilka Semmler (21-17, 21-18).
La fin d'année 2013 est cruelle pour le duo Ludwig-Walkenhorst, puisqu'elles échouent par deux fois en finale de Grand Chelem à Moscou (Russie) contre les sœurs brésiliennes Maria Clara et Carolina Salgado, puis à São Paulo (Brésil) contre le duo américain Walsh-Ross.
Les déceptions oubliées, Walkenhorst & Ludwig connaissent un début de saison 2014 fabuleux, avec une première victoire en Grand chelem FIVB à Shanghai, le bronze à l'Open FIVB de Prague et aux Championnats d'Europe CEV de beach-volley à Cagliari où elles battent leurs compatriotes Victoria Bieneck et Julia Grossner en deux sets secs (21-12, 21-18) pour le gain de la Médaille de Bronze. Malheureusement, des problèmes de santé mettent un terme à sa saison 2014. Le duo remporte le titre européen en 2015.
Toujours associée à Laura Ludwig, elle remporte le titre olympique lors des Jeux olympiques de Rio en 2016.

## Palmarès

### Jeux olympiques d'été
- Médaille d'or en 2016 à Rio de Janeiro, (Brésil) avec Laura Ludwig

### Championnats du monde de beach-volley
- Médaille d'or en 2017 à Vienne (Autriche) avec Laura Ludwig

### Championnats d'Europe de beach-volley
- Médaille d'or en 2015 à Klagenfurt (Autriche) avec Laura Ludwig
- Médaille d'or en 2016 à Bienne (Suisse) avec Laura Ludwig
- Médaille de bronze en 2013 à Klagenfurt (Autriche) avec Laura Ludwig
- Médaille de bronze en 2014 à Cagliari (Italie) avec Laura Ludwig